# لوئیس بوستامانته (بازیکن فوتبال)
لوئیس بوستامانته (انگلیسی: Luis Bustamante؛ زادهٔ ۱۱ دسامبر ۱۹۸۵) بازیکن فوتبال اهل آرژانتین است.